# Theotima moxicensis
Theotima moxicensis là một loài nhện trong họ Ochyroceratidae. Loài này phân bố ở Angola.